# Max Kruse (Bildhauer)

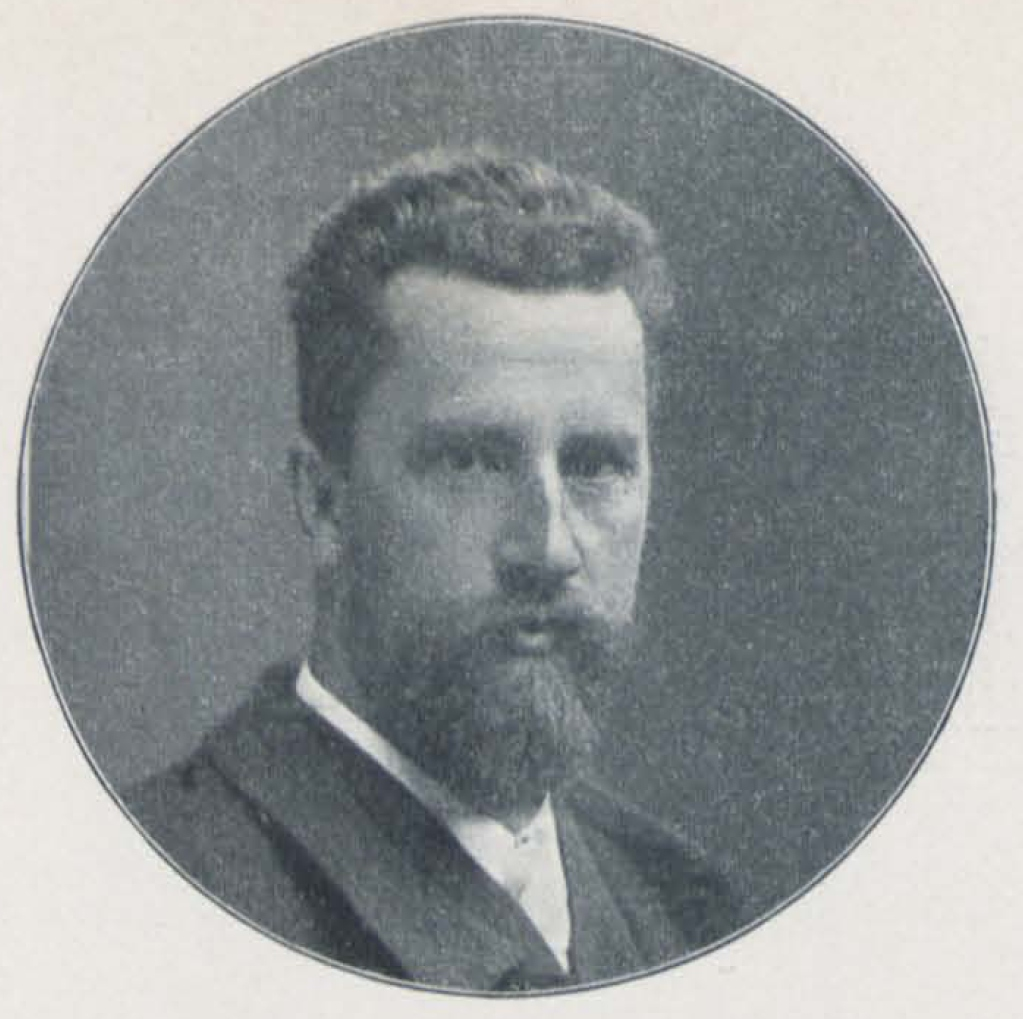
Max Kruse, 1899

Max Kruse, auch Carl Max Kruse (* 14. April 1854 in Berlin; † 26. Oktober 1942 ebenda) war ein deutscher Bildhauer, Bühnenbildner und Erfinder. Er war Mitglied der Künstlergruppe Berliner Secession, des Deutschen Künstlerbundes und der Akademie der Künste in Berlin. Er war seit 1909 verheiratet mit der Puppenmacherin Käthe Kruse.

## Leben

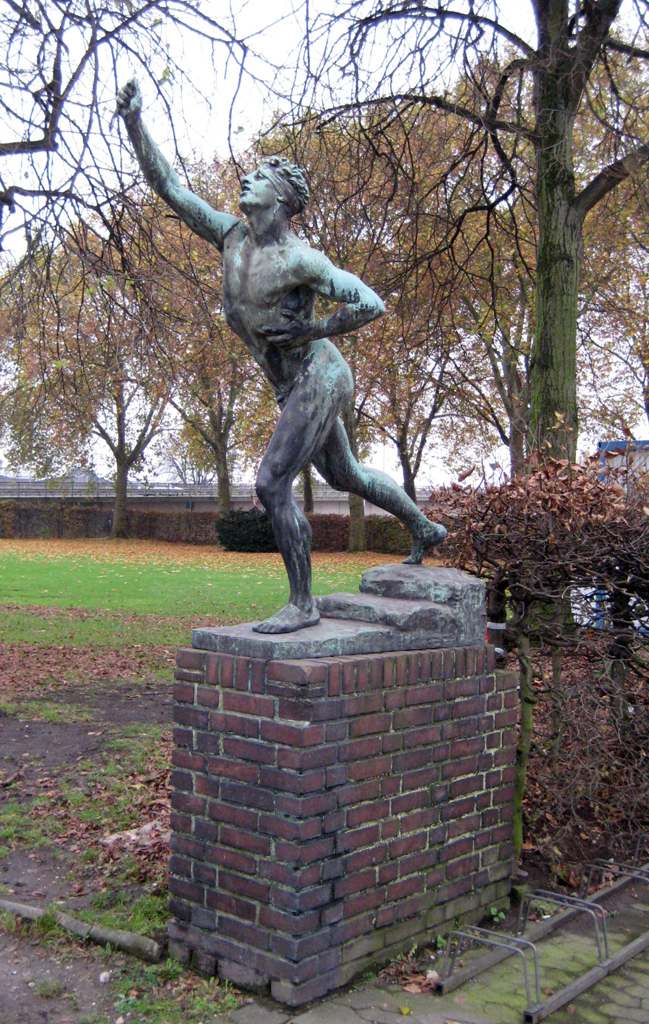
Siegerbote von Marathon, Kopie in Krefeld

Kruse studierte nach Absolvierung der Höheren Schule von 1874 bis 1877 an der Staatsbauschule in Stuttgart Architektur. Nebenbei besuchte er die dortige Kunstschule, gab 1877 sein Architekturstudium auf und wechselte zur königlich-akademischen Hochschule der bildenden Künste nach Berlin, an der er das Studium der Bildhauerei unter Fritz Schaper und Albert Wolff 1879 abschloss. Bekannt wurde er mit der Statue Siegerbote von Marathon („NENIKEKAMEN“ – griechisch, νενικήκαμεν, für „Wir haben gesiegt“), die ihm 1881 auf der Akademieausstellung eine Goldmedaille und den Rompreis einbrachte. Damit konnte er 1881–1882 und 1900 Romaufenthalte zu seiner künstlerischen Weiterbildung anschließen.
Als Mitglied im Verein Berliner Künstler (1883–1891) schuf er 1887 für das Grab seines Vaters die Grabmalsskulptur Die Liebe legt den Leichnam eines Greises in den Schoß der Natur zurück. Nach seiner Rückkehr bezog Kruse ein Wohn-Atelier im Künstlerhaus zum St. Lukas, das der Architekt Bernhard Sehring in der Fasanenstraße in Charlottenburg, dem damals schnell wachsenden, neuen „Berliner Westen“, errichtet hatte.
Auch als Erfinder war Kruse erfolgreich: Sein Verfahren zur Vervollkommnung von Lithophanien und ein Bildhauerkopiergerät wurden 1897 auf seinen Namen patentiert. Für Max Reinhardt (1873–1943) entwarf Kruse ab 1902 moderne Bühnenbilder und gestaltete den ersten Rundhorizont für Theaterbühnen mit plastischen Versatzstücken.

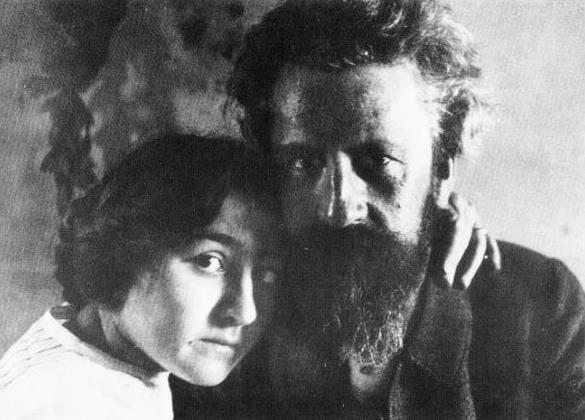
Max und Käthe Kruse, 1908

Katharina Simon, eine junge Schauspielerin, die er im Café des Westens kennengelernt hatte, lud er zu einem Besuch in seinem Atelier ein. Und obwohl ein Altersunterschied von 30 Jahren bestand, beeindruckte Kruse die junge Frau dermaßen, dass die beiden sich schnell näher kamen. Aus der Beziehung gingen die beiden Töchter Maria und Sophie hervor, aber erst 1909 heirateten sie. Katharina, später Käthe genannt, gab auf Wunsch ihres Mannes den Schauspielberuf auf. Kruse ermunterte sie, für ihre erste Tochter zum Weihnachtsfest 1905 eine anschmiegsame Puppe anzufertigen, die schnell auch im Verwandten- und Freundeskreis Gefallen fand, so dass Käthe immer neue Puppen herstellte. So wurde sie als „Puppenmutter“  berühmt.
Schließlich hatte das Paar zusammen sieben Kinder, für die auch stetig neue Puppen erforderlich wurden. Außerdem hatte Max Kruse vier Kinder aus einer früheren Ehe, darunter die deutsche Malerin Annemarie von Jakimow-Kruse (1889–1977). 
1907 erhielt Kruse die königliche Professur und trat ein Jahr später der Berliner Secession bei, in deren Vorstand er mitwirkte.
Ab dem Jahr 1910 zog Käthe in das Wohn-Atelier ihres Mannes im o. g. Künstlerhaus, in welchem im Erdgeschoss Bildhauerateliers und unter dem Dach Malerwerkstätten eingerichtet waren. Max Kruse unterrichtete nun zusätzlich Steinbildhauerei in den Studienateliers für Malerei und Plastik von Arthur Lewin-Funcke in der Berliner Kantstraße.
Seine Frau verließ im Jahr 1912 Berlin, weil die Wohnung inzwischen zu eng geworden war, und zog mit den Kindern nach Bad Kösen. Dort hatten ihr die Stadtväter Produktionsmöglichkeiten für die Puppen angeboten. Sie stellte Frauen zur Herstellung ein und begann den Vertrieb ihrer Erzeugnisse aufzubauen. Das nun als Käthe-Kruse-Puppen bezeichnete Spielzeug wurde bald in viele Länder der Welt verschickt.
Max und Käthe führten seitdem eine relativ unkomplizierte Fernehe, verreisten auch regelmäßig zusammen und besuchten sich gegenseitig.
Im Jahr 1913 wurde Max Kruse Mitglied der Akademie der Künste. 1925 veröffentlichte er das Buch Ein Weg zu neuer Form, das die Entwicklung einer modernen Plastik im Sinne Henry Moores vorwegnahm. Kruse lebte vorwiegend in Berlin und in Kloster auf Hiddensee, seltener in Bad Kösen und war viel auf Reisen, bei denen ihn ab 1912 seine älteste Tochter Maria begleitete.
Max Kruse starb 1942 im Alter von 88 Jahren in Berlin. Sein nicht erhaltenes Grab befand sich auf einem der Friedhöfe vor dem Halleschen Tor; auf welchem genau, ist nicht bekannt.
Der Kinderbuchautor Max Kruse (Urmel aus dem Eis) war der jüngste Sohn von Max und Käthe Kruse.

## Werke

### Bildnerisches Werk
Kruse schuf in seinem Berliner Atelier in der Fasanenstraße Statuen, Figurengruppen und hauptsächlich Bildnisbüsten.
Seine bekanntesten Werke sind:

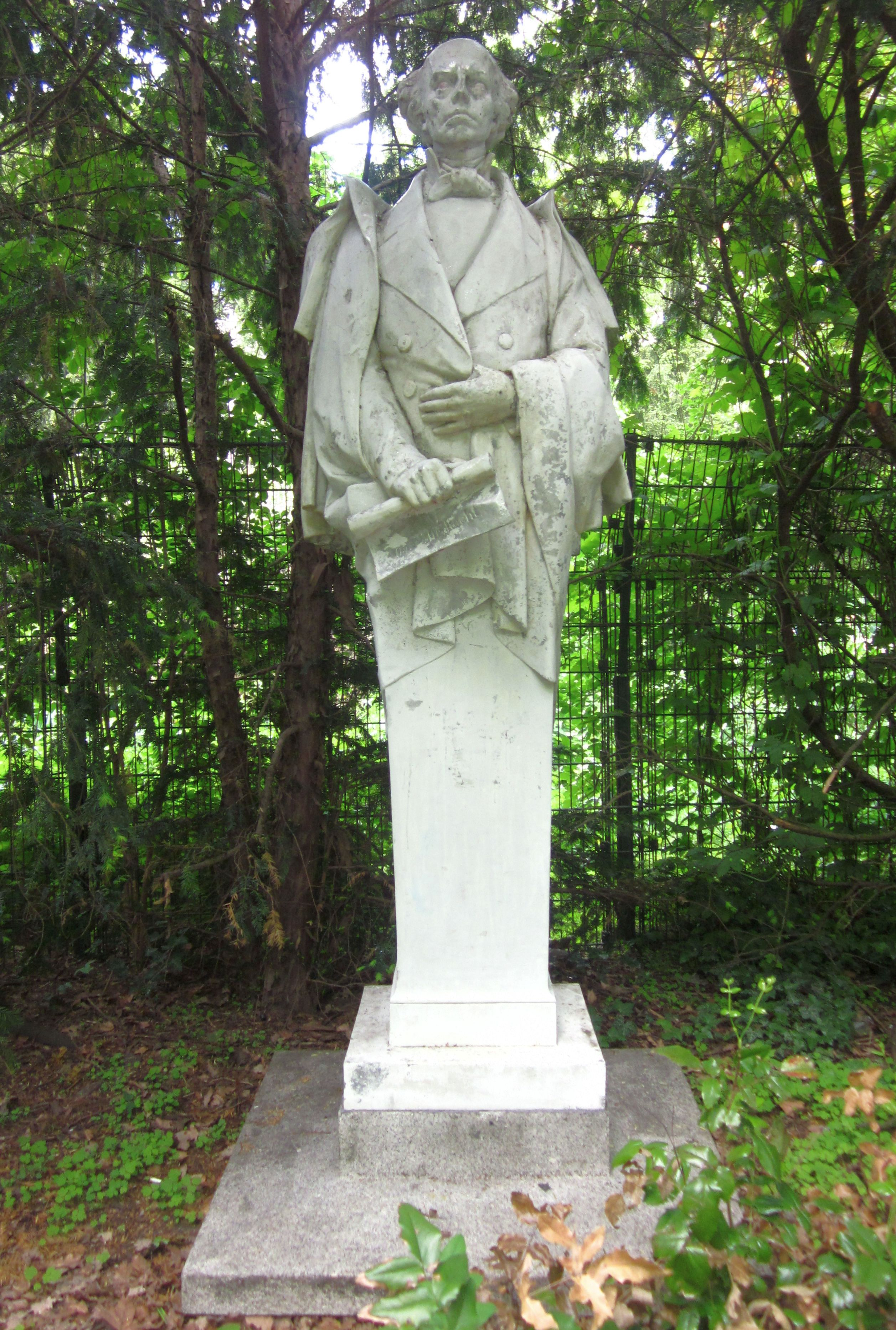
Kopie der Uhlandherme im Viktoriapark in Berlin-Kreuzberg

- Der Siegesbote von Marathon, 1881, Original in der Alten Nationalgalerie, Kopien u. a. am Theater des Westens und in Krefeld (als Kleinbronze in verschiedenen Maßen ist der „Siegesbote“ eine der am häufigsten reproduzierten Plastiken des späten 19. und frühen 20. Jahrhunderts)
- Nietzschebüste
- Kleist- und Uhlandherme für den Viktoriapark, 1900, Originale seit 1989 im Leibniz-Gymnasium in Berlin.
- Mehrere Figuren des Frontgiebels am Theater des Westens, Berlin
- Figur der Persephone auf dem Parkfriedhof Berlin-Neukölln, 1915
- Portraitbüstengruppe Eva und Peter Kruse, 1890
- Gruppe Junge Liebe, 1895/97

### Schriften
- Max Kruse: Ein Weg zu neuer Form. Dietrich, München o. J. [1925].
- Max Kruse: Ein Lausejunge aus gutem Haus. Kindheit im alten Berlin. Mit unveröffentlichten Zeichnungen des Bildhauers. Herder (Herderbücherei 1063), Freiburg im Breisgau 1983, ISBN 3-451-08063-X.